# Drabler
Drabler – stosowany na XIV-XVI wiecznych żaglowcach żagiel. Umożliwiał zmniejszanie powierzchni ożaglowania poprzez podział jednego żagla rejowego w poziomie na wiązane ze sobą części. Dowiązany pod żaglem zasadniczym żagiel nazywa się bonnet, dowiązany poniżej bonneta żagiel to drabler.
Rozwinięciem tego sposobu zmniejszania powierzchni żagli rejowych było (żaglowce XVIII-XX w.) wyposażanie żagli rejowych w refbanty i refowanie ich poprzez podwiązanie odcinka żagla pod refbantą przy pomocy refsejzingów. Następnym krokiem było zwiększenie liczby żagli rejowych przy zmniejszeniu ich powierzchni. Współczesne żaglowce najczęściej mają żagle nie przewidziane do refowania; zmniejszenie powierzchni żagli realizuje się przez zwinięcie całych żagli.